# King of Hearts
King of Hearts è il quarto album studio del cantante statunitense Lloyd, pubblicato dalla Zone 4, Interscope il 5 luglio 2011. L'album è riuscito ad arrivare sino alla decima posizione della Billboard 200.

## Tracce
1. Intro (MDMA) (featuring Game) - 1:15
2. Dedication to My Ex (Miss That) (featuring André 3000 & Lil Wayne) - 3:56
3. Cupid (featuring Awesome Jones!!!) - 3:55
4. Luv Me Girl (featuring Chris Brown & Veronica Vega) - 4:05
5. Naked - 5:07
6. Jigsaw - 3:36
7. Bang!!!! (featuring Titi Boi & Salo) - 3:40
8. Be the One (featuring Trey Songz & Young Jeezy) - 4:33
9. Shake It 4 Daddy - 3:57
10. Lay It Down - 4:01
11. Angel - 2:59
12. This Is 4 My Baby - 5:13
13. You II - 4:57
14. World Cry (featuring R. Kelly, Keri Hilson & K'naan) - 4:41